# Sternbergia lutea
Sternbergia lutea är en amaryllisväxtart som först beskrevs av Carl von Linné, och fick sitt nu gällande namn av Ker Gawl. och Spreng.. Sternbergia lutea ingår i släktet Sternbergia och familjen amaryllisväxter. Inga underarter finns listade i Catalogue of Life.

## Bildgalleri

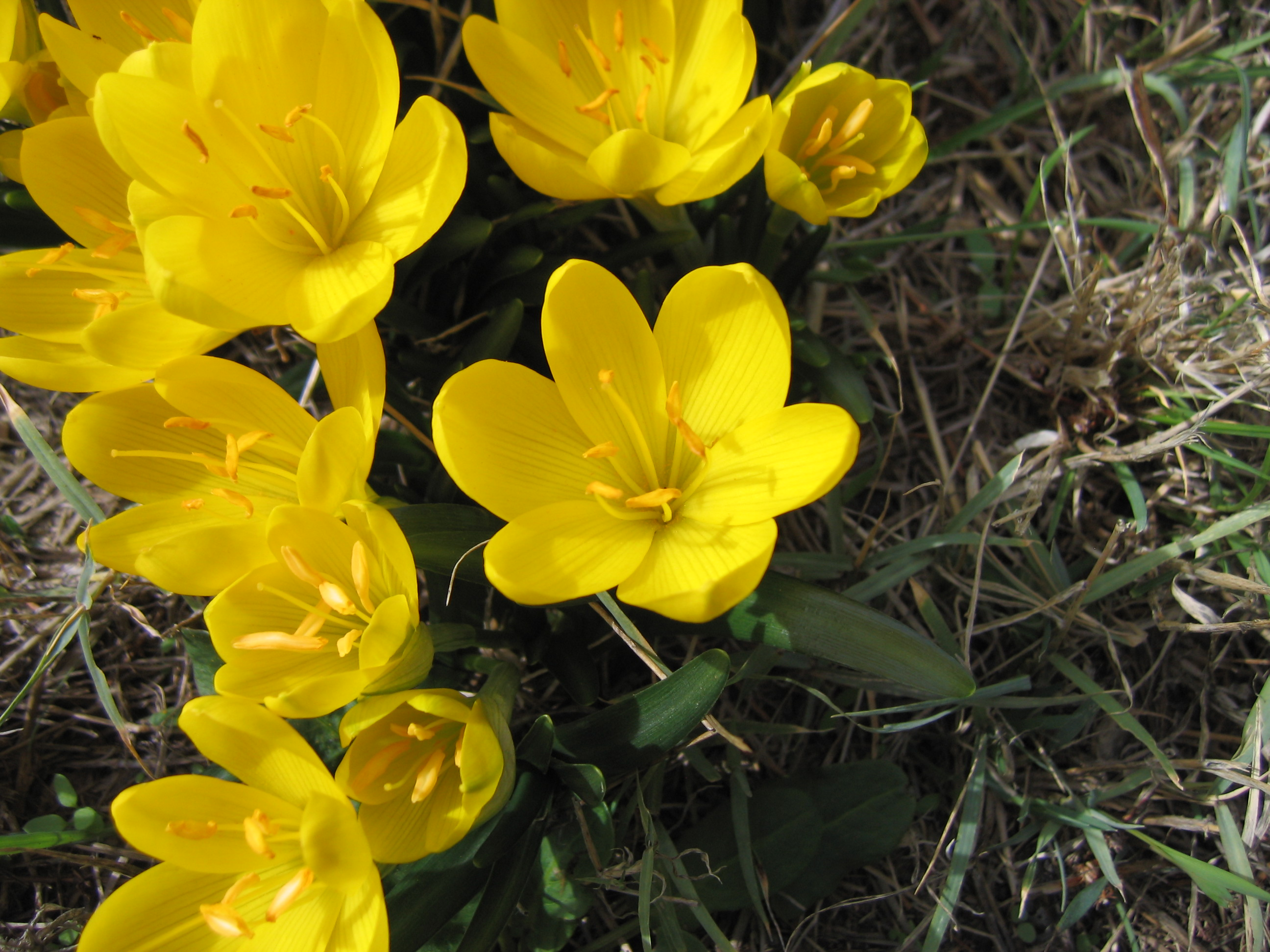
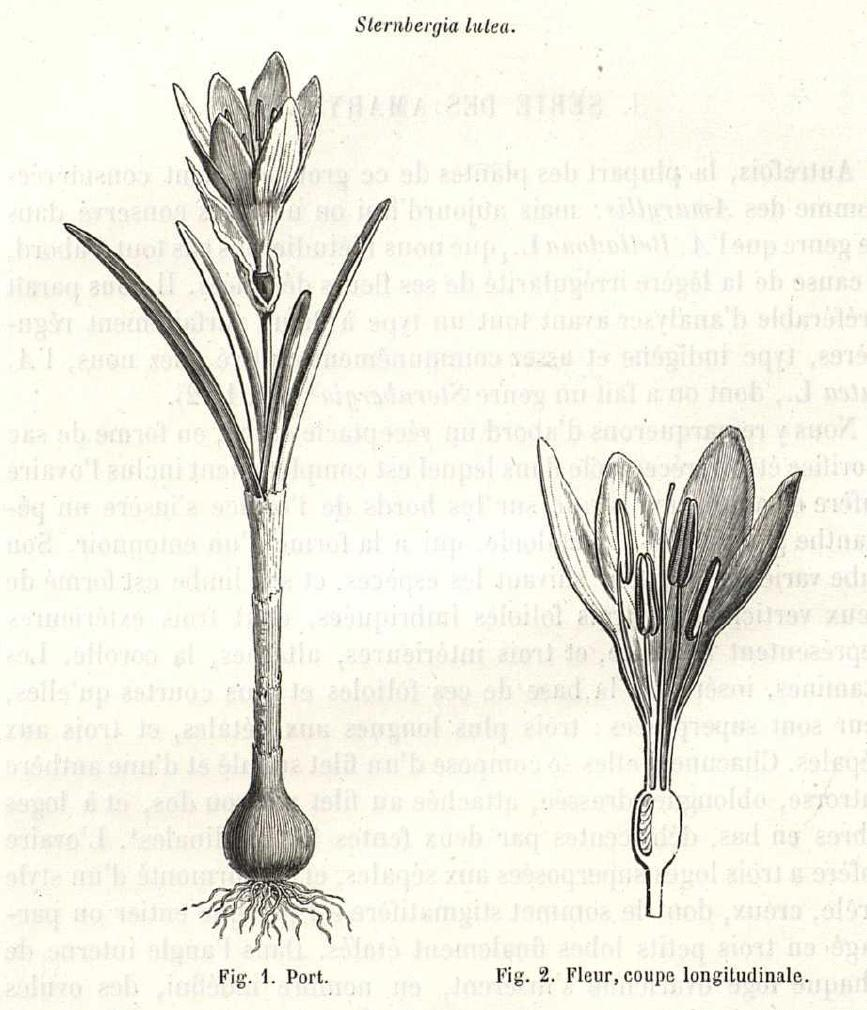
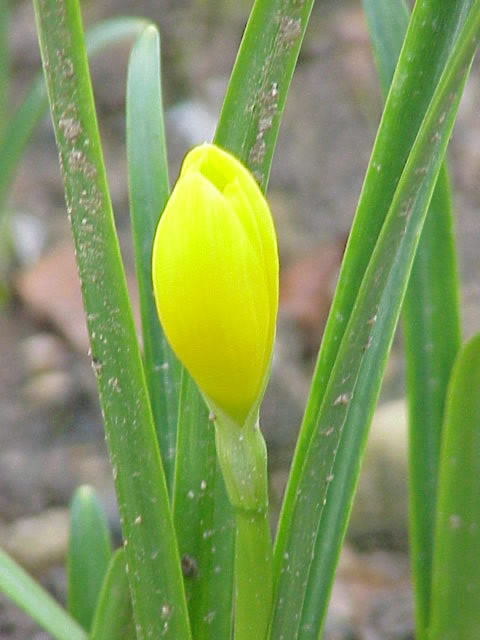
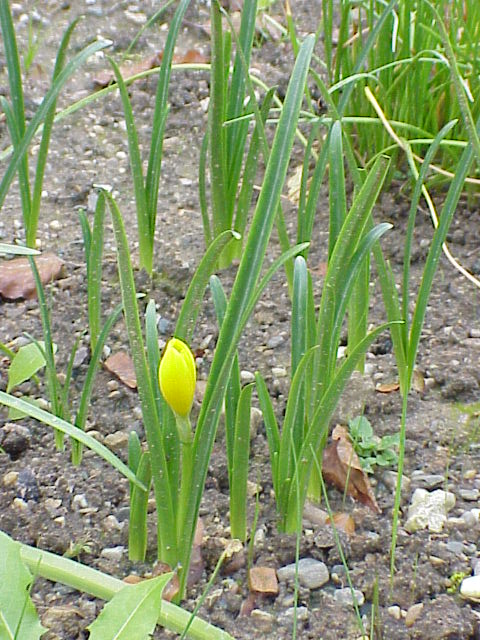
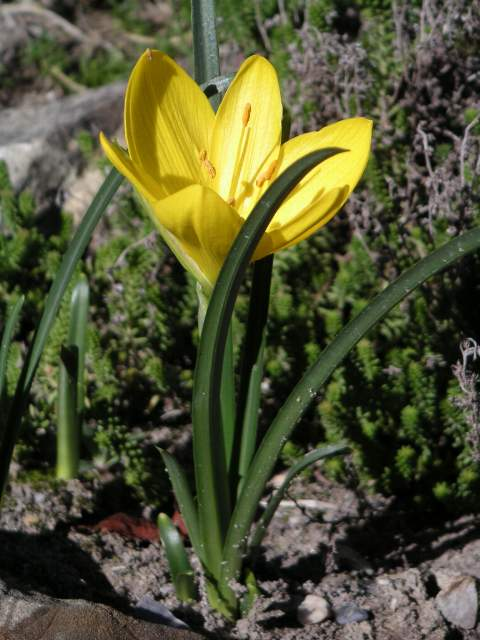
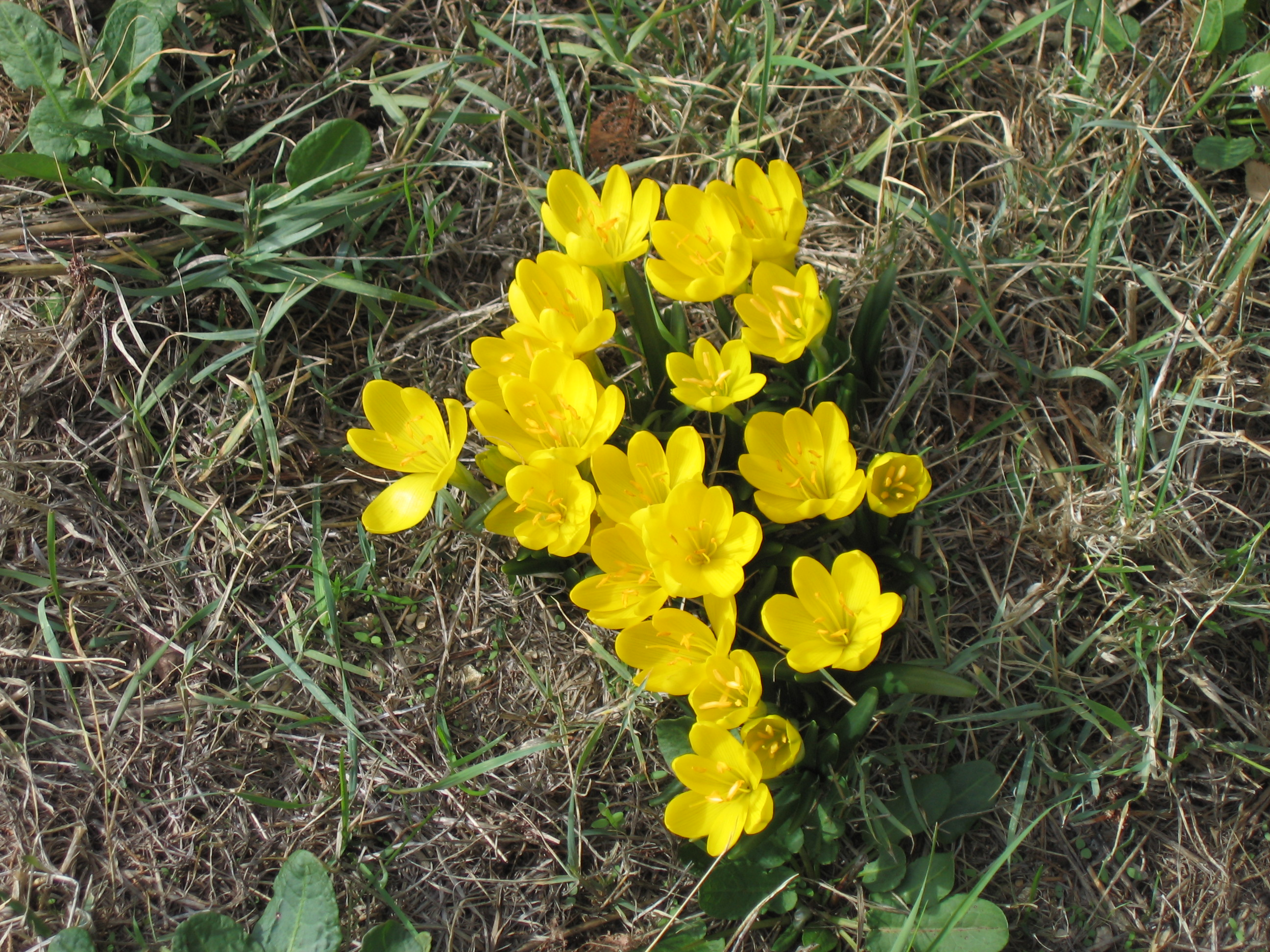